# Flagelliphantes flagellifer
Espèce
Synonymes
- Lepthyphantes flagellifer Tanasevitch, 1988

Flagelliphantes flagellifer est une espèce d'araignées aranéomorphes de la famille des Linyphiidae.

## Distribution
Cette espèce est endémique de l'oblast de Magadan en Russie,.

## Description
Le mâle holotype mesure 1,83 mm et la femelle paratype 1,90 mm.

## Publication originale
- Tanasevitch, 1988 : New species of Lepthyphantes Menge, 1866 from the Soviet Far East, with notes on the Siberian fauna of this genus (Aranei, Linyphiidae). Spixiana, vol. 10, no 3, p. 335-343.